# هارالد بيدرسن
هارالد بيدرسن (بالنرويجية البوكمول: Harald Pedersen)‏ هو عميد ورائد أعمال وخبير بالمعادن وبروفيسور ومهندس كيميائي وسياسي نرويجي، ولد في 16 يناير 1888 في النرويج، وتوفي في 17 يناير 1945 في تروندهايم في النرويج. حزبياً، نشط في التجمع الوطني (1940 – 1945) وحزب المحافظين. وقد انتخب mayor of Trondheim ‏.